# تپه اوجی بیز قلعه
تپه اوجی بیز قلعه مربوط به سدهٔ ۴ تا ۱۰ هجری قمری است و در شهرستان میانه، بخش کندوان، روستای آونلیق واقع شده و این اثر در تاریخ ۱۱ مهر ۱۳۸۳ با شمارهٔ ثبت ۱۱۱۵۷ به‌عنوان یکی از آثار ملی ایران به ثبت رسیده است.